# Тракторный дозировщик

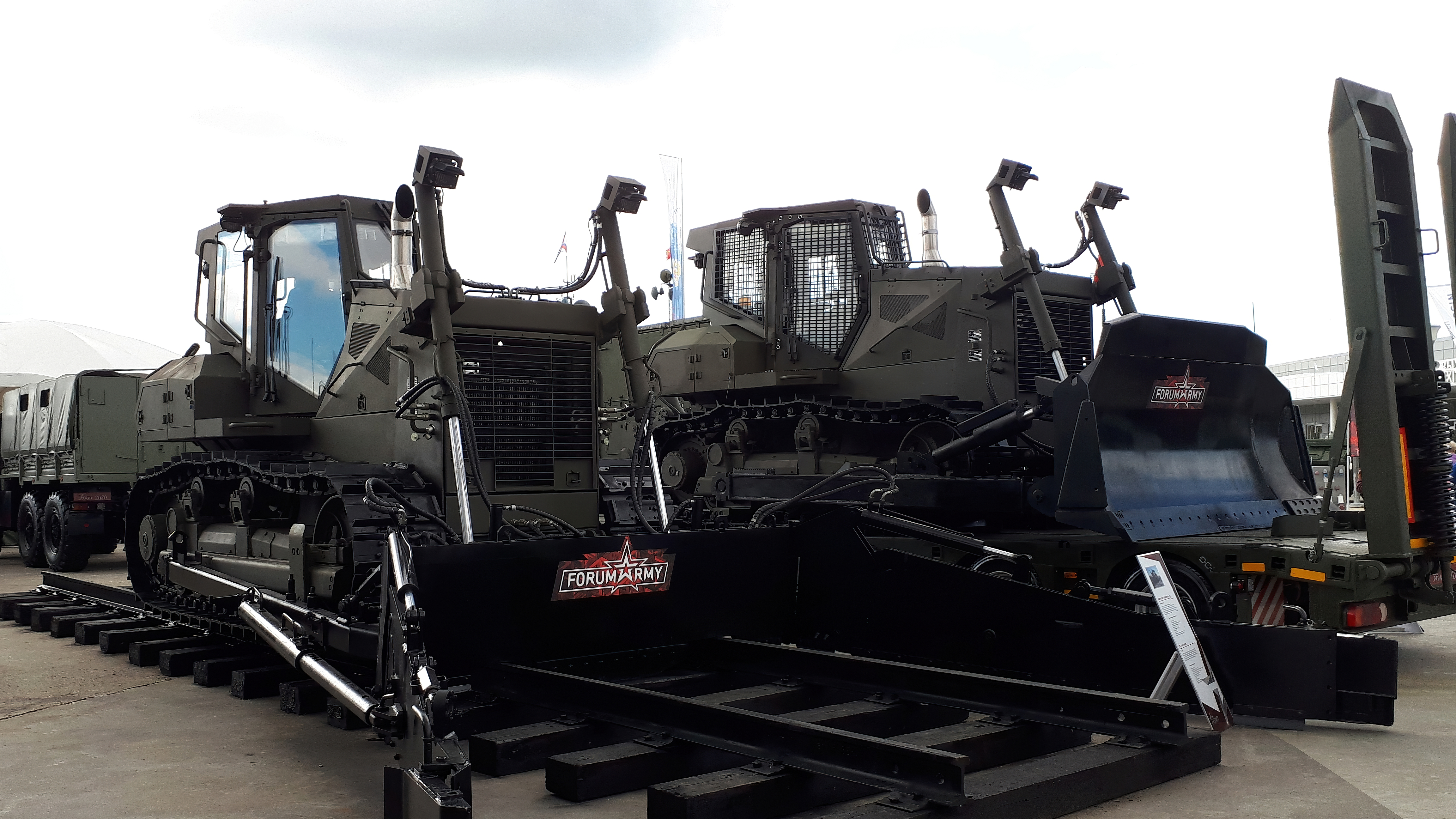
ТТД-3 на выставке «Армия-2020».

Тракторный дозировщик — путева́я машина, применяемая на железных дорогах для дозировки балласта в путь и планировки балластной призмы, а также для вырезки балластного слоя при снятой рельсо-шпальной решётке.

## Применение
Применяется при строительстве на рассредоточенных объектах с малым объёмом работ.

## Конструкция и принцип работы
Оборудование тракторных дозировщиков монтируется на гусеничном тракторе. Для передвижения по железнодорожному пути в башмаках гусениц имеются специальные вырезы под рельсы, а к их опорным поверхностям приварены направляющие гребни. Съёмное дозирующее устройство, расположенное в передней части трактора, состоит из лобового щита и шарнирно-прикреплённых к нему двух боковых крыльев. Щит, устанавливаемый на различной высоте относительно рельсов, регулирует толщину разравниваемого балластного слоя. Боковые крылья перемещают балласт с междупутья и обочин в путь и формируют откосы балластной призмы, а также вырезают балласт при снятой путевой решётке. Крылья удерживаются телескопическими распорками и при дозировке балласта раскрыты под углом к направлению движения, при планировании повёрнуты назад, при вырезке балласта соединены впереди трактора в виде клина с центральным углом 64°. Профиль балластной призмы задаётся поворотом крыльев в вертикальной плоскости. Подъём дозирующего устройства производится гидроцилиндрами (тракторный дозировщик типа ТДГ-1) или лебёдкой с полиспастом (тракторный дозировщик типа ТД-3). На задней части трактора находится поворотный кран грузоподъёмностью 0,5 тонны, который укладывает настил для въезда тракторного дозировщика на рельсовый путь.

## ТТД-1
Тракторный тягач-дозировщик ТТД-1 (изготовитель ФГУП «Центральный завод железнодорожной техники») используется как дозировщик легкого типа при строительстве однопутных и двухпутных железнодорожных линий и выполняет дозировку несмерзшегося балласта, засыпку балластом рельсошпальной решетки, оправку балластной призмы, очистку шпал от балласта, срезку балластного слоя, очистку пути от снега при толщине до 30 см. Также используется для буксировки и питания электроэнергией комплекса прицепных путевых машин. Базовая машина — трактор Т-130 МГ, оборудованный гусеничными лентами, обеспечивающими движение по железнодорожному пути с колеей 1520 и 1435 мм.
Основные технические характеристики:
- Базовая машина — трактор Т-130 МГ
- Мощность силовой установки трактора — 117 кВт
- Мощность генератора — 75 кВт
- Тяговое усилие на рельсах — 10000 кгс
- Скорость:
  - при буксировке путевых машин — 1 км/ч
  - при дозировке балласта — 3,5 км/ч
  - транспортная скорость — 11 км/ч
- Габаритные размеры:
  - длина — 6,05 м
  - ширина — 3,14 м
  - высота — 3,07 м
- Снаряженная масса — 19,6 т
- Расчет — 2 человека